# Джонатан Карлос Перейра
Джонатан Карлос Перейра Соуза (порт. Johnathan Carlos Pereira Souza, нар. 4 квітня 1995, Гоянія) — бразильський футболіст, захисник клубу «Ботев» (Пловдив).

## Життєпис
Вихованець «Гояса». У 2016 році дебютував за першу команду, зігравши 14 матчів у Серії Б, 6 матчів у Лізі Гояно і 2 гри в Кубку Бразилії. На сезон 2017 року був відданий в оренду в клуб Серії С «Тупі». Там гравець провів 7 матчів у чемпіонаті і ще три гри у Лізі Мінейро.
У лютому 2018 року перейшов до кам'янської «Сталі». Дебютував у складі кам'янського клубу 17 лютого 2018 року в переможному поєдинку Прем'єр-ліги проти «Ворскли», відігравши увесь матч. В підсумку в сезоні 2017/2018 Чемпіонату України з футболу відіграв 13 матчів, відзначившись одним голом.
В серпні 2018 року підписав контракт з клубом із Болгарії - пловдивським «Ботевом»